# Tourisme dans la Drôme

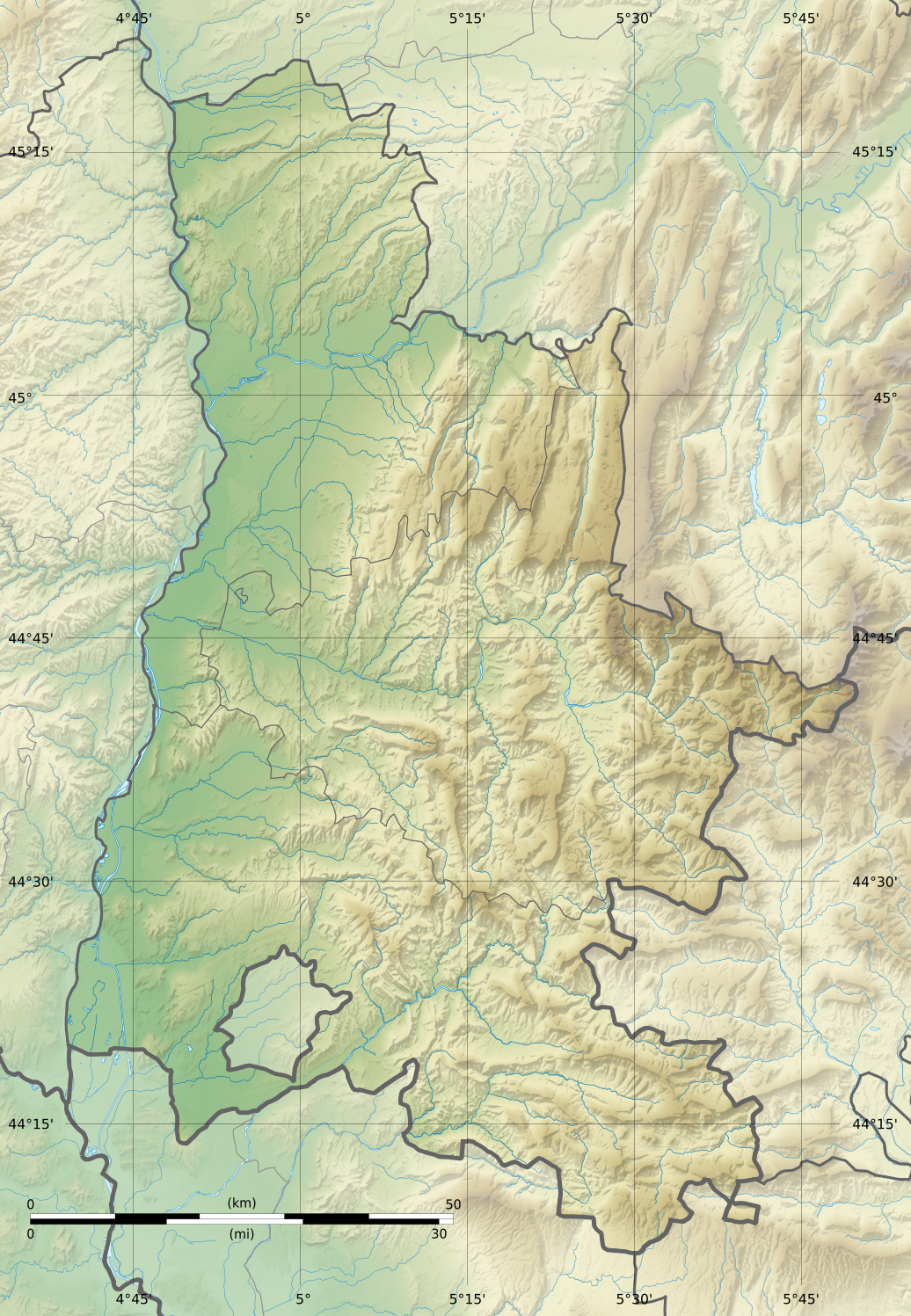
Vue de la Drôme en relief

La Drôme est un département contrasté allant de la plaine alluviale à la moyenne montagne. Il est souvent découpé en six secteurs : au nord la Drôme des collines puis le Royan/Vercors, la plaine de Valence, le Val de Drôme et enfin tout au sud la Drôme provençale. 
Chacun de ces secteurs a des spécificités fortes (architecture, faune / flore, etc.).

## Les atouts touristiques de la Drôme

### Quelques sites touristiques importants
Palais Idéal du Facteur Cheval (Hauterives)
Ferme aux crocodiles  (Pierrelatte)
Château de Grignan (Grignan)
Cité du chocolat (Tain-l'Hermitage)
Muséobulles - Cave de Die Jaillance (Die)
Coopérative oléicole du nyonsais - Vignolis (Nyons)

### Les sites naturels

#### Le Vercors

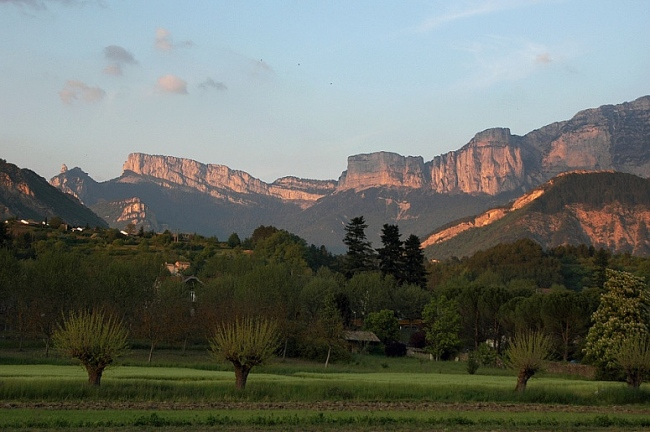
Le Vercors

Le Vercors est une réserve naturelle partagée entre les départements de la Drôme (à l'ouest) et de l'Isère (à l'est). Le Parc naturel régional du Vercors est classé en réserve naturelle en 1970 pour protéger sa biodiversité. Le Vercors est également un haut-lieu de la résistance lors de la deuxième guerre mondiale abritant entre autres le village de Vassieux-en-Vercors. 
Dans le massif, des stations de ski de moyenne montagne permettent de pratiquer le ski de fond, le ski alpin et d'autres activités liées à la montagne (luge, luge sur rail, balade en raquettes, biathlon...).
| Station                             | Type de ski   | Altitude      |
| ----------------------------------- | ------------- | ------------- |
| Domaine Nordique du Grand Echaillon | fond          | 1100m - 1300m |
| Espace Biathlon Raphael Poirée      | fond          | 1100m - 1300m |
| Domaine nordique du Col de Carri    | fond          | 945m - 1580m  |
| Domaine Nordique d'Herbouilly       | fond          | 900m - 1650m  |
| Font d'Urle-Chaud Clapier           | alpin et fond | 1250m - 1700m |
| Col de Rousset                      | alpin         | 1255m - 1700m |
| Lus la Jarjatte                     | alpin et fond | 1150m - 1550m |

La TransVercors Nordic a lieu chaque année et propose des épreuves de ski de fond allant de 18 à 53km.
Le massif offre également des possibilités pour le VTT, les randonnées à cheval, la spéléologie (nombreux sites répertoriés), la randonnée pédestre ou la varappe.

#### La forêt de Saoû

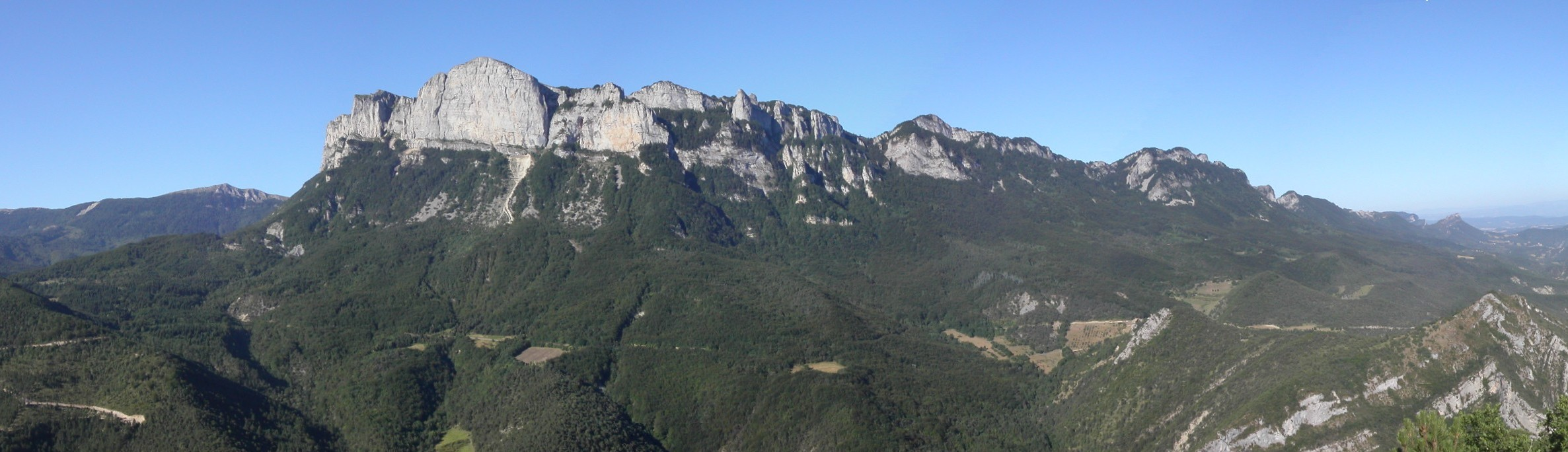
Forêt de Saoû

La forêt de Saoû est un massif montagneux de 2 500 hectares (environ 13 km de long pour 3 km de large) reconnu comme un des plus hauts et plus beaux synclinal d'Europe. Il abrite sur sa face est le massif des 3 becs (Rochecourbe, le Signal et le Veyou) avec un point culminant à 1 589 m.
Il n'est accessible que par deux passages sur chaque côté (le Pas de Lauzens sur le côté nord et le défilé du Pertuis au sud), protégeant ainsi à l'intérieur des activités humaines, permettant ainsi de conserver une biodiversité exceptionnelle. Le site est classé pour préserver sa faune parmi lesquels loups, chamois, sangliers, martres, belettes, fouines, renards, blaireaux, marmottes et chevreuils. Et pour les oiseaux, le site abrite les grands corbeaux, aigles royaux, rapaces, buses, passereaux.

#### Rivière la Drôme

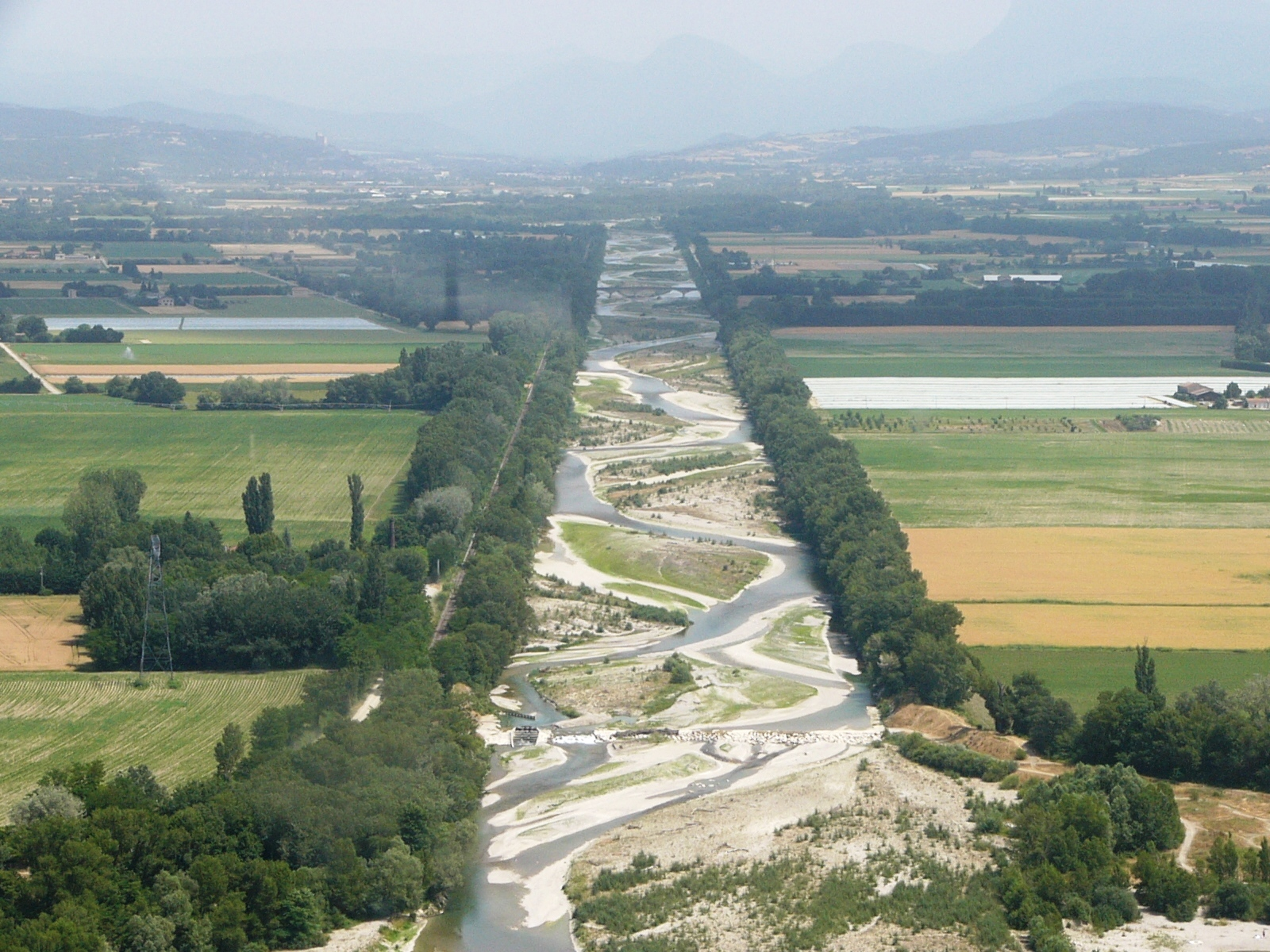
Réserve des Ramières sur la Drôme

La Drôme traverse la partie sud du département pour se jeter dans le Rhône. Elle offre tout au long de son parcours des accès pour la baignade ou le canoé à partir de Die, Saillans, Crest, Vercheny, Aouste-sur-Sye. Elle abrite la Réserve Naturelle des Ramières du Val de Drome (une des 20 réserves naturelles fluviales). Elle occupe 346 hectares entre Crest et Livron. Dans cette réserve, sont protégées 46 espèces de libellules, plus de 200 espèces de papillons, plus de 280 espèces de vertébrés dont 17 poissons, 6 amphibiens, 10 reptiles, 17 mammifères (loutre et castor d’Europe), 200 oiseaux dont 70 nicheurs (aigrette garzette, milan noir, faucon hobereau, petit-gravelot, guêpier d’Europe, matin pêcheur) et 100 migrateurs (cigogne blanche, cigogne noire, balbuzard pêcheur, bécasseaux) et hivernants (mouettes rieuses, cormorans…). La flore compte 680 espèces végétales.

#### Le Rhône
Le long du fleuve le Rhône, il est possible de pratiquer l'aviron, le ski nautique, la pêche. La ViaRhôna traverse le département du nord en sud en longeant le Rhône et permet de pratiquer le vélo sur un itinéraire protégé.

#### Les Baronnies

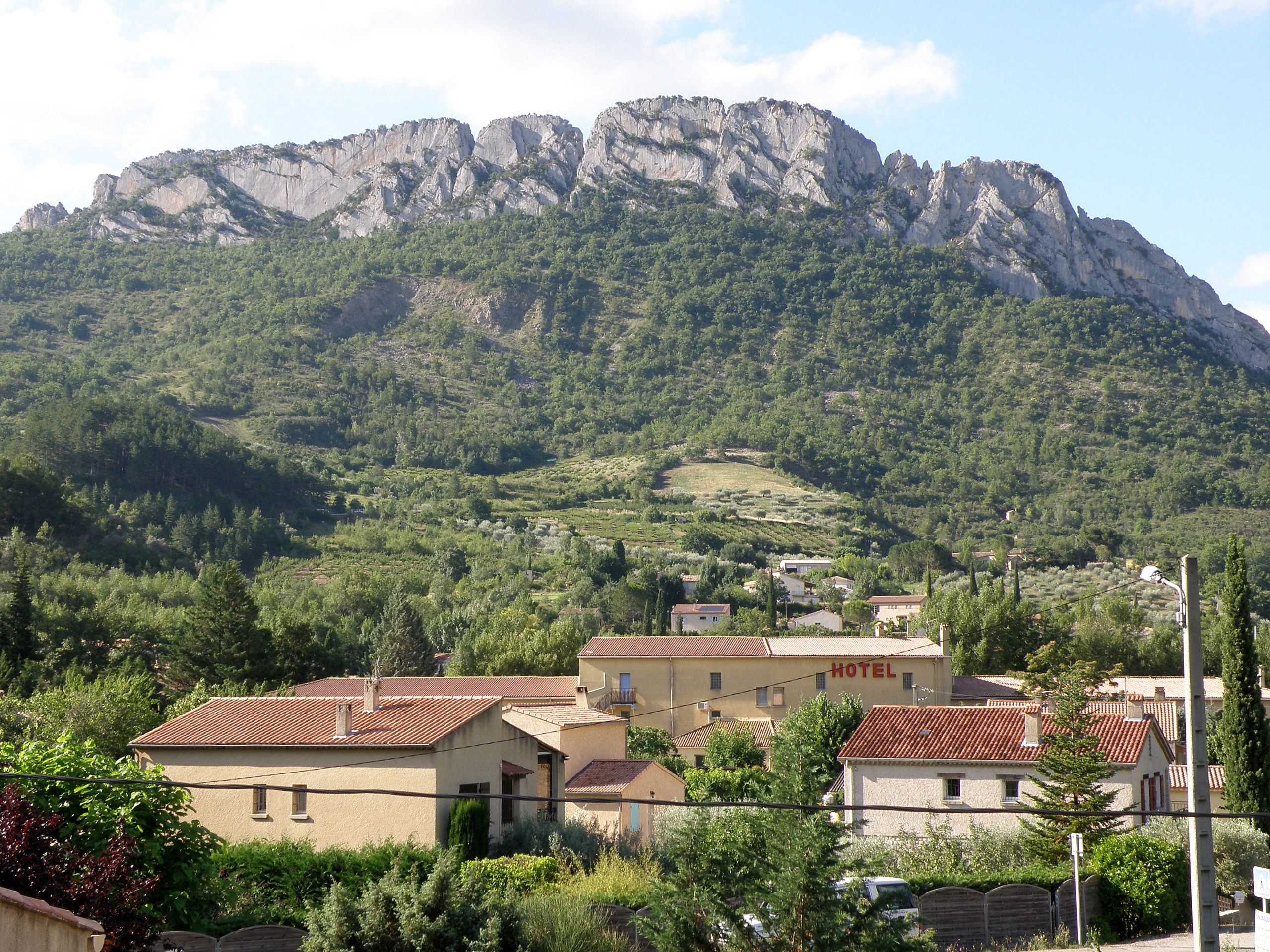
Les Baronnies

Situé en Drôme du sud, le parc naturel régional des Baronnies offre un aspect provençal affirmé. Il abrite un grand nombre d’espèces animales ou végétales protégées.

### Les villages de caractère
5 villages drômois figurent dans le classement des plus beaux villages de France :
- Grignan
- Mimande
- Le Poet-Laval
- La Garde-Adhémar
- Montbrun-les-Bains

Outre ces villages, la Drôme comporte un grand nombre de villages perchés qui sont spécifiques de la région parmi lesquels Cliousclat, Autichamp, Montoison ou Alixan.

### Vins
La Drome comporte plus de 20000 hectares occupés par des vignes. Les principales production et appellations sont :
- Hermitage (AOC – AOP) : Ce vin figure parmi les seigneurs des Côtes du Rhône septentrionales, avec le cépage Syrah pour les vins rouges et les cépages Marsanne et Roussanne pour les vins blancs

- Crozes-hermitage (AOC – AOP) : Le « petit frère » de l’Hermitage présente souvent les mêmes caractéristiques que son « grand frère ». Les vins blancs évoqueront les saveurs de miel, d’amandes tandis que les rouges permettront l’épanouissement des saveurs de fruits rouges et d’épices. Ces vins sont à boire au bout de deux à trois ans.

- Vinsobres (AOC) : A base de cépage Grenache et Syrah

- Grignan-les-Adhémar (AOC – AOP) : Il se décline en 3 couleurs : cépages rouges (Syrah, Grenache, Carignan, Cinsault et Mourvèdre) blancs (Marsanne, Roussanne, Viognier, Grenache blanc et Clairette) et rosés.
- Clairette de Die (AOC) : Vin pétillant blanc.

### Patrimoine gastronomique
Des restaurants gastronomiques sont présents dans le département :
- Michel Chabran - La Grande Table à Pont de l'Isère[13].
- Pic - Valence[14].

Quelques exemples de gastronomie type de la Drôme :
| Type        | Nom               | Descriptif |
| ----------- | ----------------- | --- |
| Charcuterie | Caillette         | Mélange de porc et d’herbes fines hachées cuite au four et qui se mange chaud ou froid                          |
| Sucré       | Suisse            | Biscuit sablé avec de la fleur d'orange, spécialité de Valence. En forme de profil d'un garde suisse du Vatican |
|             | Pogne             | Gâteau en forme de couronne, pâte légère aromatisée à la fleur d'orange, originaire de Romans et Valence        |
|             | La Pangée         | Gâteau à base d’amande, miel, abricot… Surtout présent du côté de Chabeuil et la La Baume-Cornillane            |
|             | Nougat            | Sucrerie spécialité de Montélimar à base d'œufs, miel, amandes                                                  |
| Salé        | Ravioles          | Petit carré de pâte fourré au fromage et au persil qui se présente en plaque                                    |
|             | Gratin Dauphinois | Plat chaud à base de pommes de terre et lait                                                                    |
| Fromages    | Le Picodon        | Fromage de chèvre de forme ronde. Affiné pendant plus de 12 jours,                                              |

La Drôme est un important producteur de fruits et légumes (vallée), ails mais également de truffes noires (Drôme provençale).

## Animations et manifestations
Principales activités culturelles (festivals et fêtes) au cours de l'année dans le département :
- Crest Jazz vocal : festival de musique jazz à Crest (été)
- Montélimar Agglo Festival :concerts dans Montélimar et l'agglomération (été)
- Fêtes nocturnes à Grignan : Musique, théâtre et danse (été)
- Fêtes du Rhône : Joutes sur le Rhône à Bourg-lès-Valence (été)
- Aah ! Les Déferlantes ! : festival de musique francophone organisé par le Train-Théatre à Portes-les-Valence (printemps)
- Saoû chante Mozart : concerts de musique classiques dédiés à Mozart à Saoû et les environs (été)
- Fête des bouviers et des laboureurs de la Drôme : corso de chars dans plusieurs communes de Drôme (hiver-printemps)

## L'activité touristique en chiffres

### Chiffres clé
La capacité d'hébergement du département est de 179 hôtels (4413 lits), 148 terrains de camping (10728 emplacements) et 20 autres types (représentant 4252 lits).
Les fréquentations des dernières années sont en augmentation régulière :
|                                    | 2017                 | 2018               | 2019               |
| ---------------------------------- | -------------------- | ------------------ | ------------------ |
| Nuitées en hébergements marchands  | 3,4 millions (+4,3%) | 3,4 millions (+0%) | 3,5 millions (+3%) |
| Classement du département          | 36                   | 37                 | 39                 |
| Consommation touristique française | 429 000 000 €        | + de 400 000 000€  | + de 450 000 000€  |
| Emplois salariés                   | 7 200 (+4%)          | 7 300 (+2%)        | 7 700 (+5%)        |

### Origine
Le tourisme en Drôme de à 66% d’origine français et à 33% d'origine européen.
Parmi les touristes européens, les pays d'origine sont majoritairement les Pays Bas, l'Allemagne et la Belgique.